# Sonja Oberem
Sonja Oberem (* 24. Februar 1973 in Rheydt als Sonja Krolik) ist eine ehemalige deutsche Triathletin und Langstreckenläuferin. Sie ist dreifache Juniorenweltmeisterin auf der Triathlon-Kurzdistanz (1990, 1991, 1992) und zweifache Olympionikin (1996, 2000).

## Werdegang

### Triathlon bis 1994
Als Kind hatte Sonja Krolik zunächst mit Schwimmsport begonnen, als Jugendliche erreichte sie beispielsweise einen dritten Platz bei Westdeutschen Meisterschaften.
Klaus Oberem, ein Jugendlicher aus der frisch gegründeten Triathlon-Abteilung der SSV Rheydt und späterer Ehemann von Sonja Krolik, sowie Hans Segschneider, ihr früherer Rektor an der Grundschule Pahlkestraße und nebenher Vorsitzender und Trainer der SSV Rheydt, brachten sie zum Triathlon. Gleich im ersten Jahr 1989 gewann Sonja Krolik bei den Juniorinnen die Deutsche Meisterschaft auf der Sprintdistanz. Ab 1990 gewann sie dreimal in Folge die Juniorenweltmeisterschaften. In der Frauenklasse folgten dann je zwei europäische (1992 und 1994) und zwei deutsche Meistertitel auf der olympischen Distanz (1993 und 1994).
 Im Anschluss an einen schweren Sturz bei einem Hallentriathlon in Paris sowie ihrem Wettkampfabbruch nach der ersten Disziplin bei den Weltmeisterschaften im November 1994 in Wellington beendete Sonja Krolik ihre Triathlon-Karriere.

### Marathonlauf ab 1995
Nachdem Sonja Krolik bereits 1993 und 1994 parallel zum Triathlon-Leistungssport ihre ersten beiden Marathons in Berlin mit Top-10-Platzierungen gelaufen war und sich so für die Leichtathletik-Weltmeisterschaften 1995 in Göteborg qualifizieren konnte, konzentrierte sie sich ab 1995 im Hinblick auf eine angestrebte Olympiateilnahme auf den Laufsport. Bei den Olympischen Spielen 1996 war ein Marathonrennen für Frauen vorgesehen, Triathlon sollte dagegen erst ab 2000 Bestandteil des olympischen Wettkampfprogramms werden.
Bei den Weltmeisterschaften 1995 wurde Krolik zwar Achte, lag aber mit 2:32:17 Stunden noch über der notwendigen Qualifikationszeit von 2:29:59 Stunden für eine Olympiateilnahme im Folgejahr. Im nächsten Frühjahr konnte sie diese dann beim Boston-Marathon als Viertplatzierte – zeitgleich mit der Dritten – um 29 Sekunden unterbieten.
Beim Marathon der Olympischen Spiele 1996 in Atlanta belegte Sonja Krolik dann rund drei Monate später den achten Platz. Im Folgejahr wurde sie bei den Weltmeisterschaften 1997 in Athen Siebte, bei den Weltmeisterschaften 1999 in Sevilla Sechste und bei den Weltmeisterschaften 2001 Fünfte.
Ihre zweite Teilnahme an Olympischen Spielen 2000 in Sydney wurde für Sonja Oberem zu einer Enttäuschung: Eine nicht auskurierte Oberschenkelzerrung aus dem Trainingslager machte sich ab Kilometer 15 bemerkbar, sie quälte sich schließlich als 24. ins Ziel.
2001 gewann sie den Hamburg-Marathon in persönlicher Bestzeit mit 2:26:13 h. Im selben Jahr siegte sie auch beim Athen-Marathon. Beide Siege konnte sie auch im folgenden Jahr wiederholen. Außerdem gewann sie bei den Leichtathletik-Europameisterschaften 2002 in München die Bronzemedaille. In der Vorbereitung auf die Olympischen Spiele 2004 in Athen zwang sie 2003 ein Ermüdungsbruch in der Leiste zu einer sechsmonatigen Trainingspause. Zwar erreichte sie 2004 beim Vienna City Marathon unter schwierigen Witterungsbedingungen (Wind und nasse Straßen) in 2:30:58 Stunden einen dritten Platz, verfehlte so aber die Qualifikationsnorm um 58 Sekunden.

Einen Monat später lief Oberem auf durch starke Regenfälle aufgeweichter Strecke des Halbmarathons in Leverkusen in 1:14:17 Stunden erneut 17 Sekunden zu langsam für eine reguläre Qualifikation. Einen Härtefallantrag des Deutschen Leichtathletik-Verbandes lehnte das Nationale Olympische Komitee ab.
Sonja Oberem startete daraufhin im Herbst beim Berlin-Marathon, wo sie einen dritten Platz belegte und in 2:26:53 Stunden ihre persönliche Bestzeit nur um wenige Sekunden verpasste. Anschließend erklärte sie ihren Rücktritt vom Leistungssport und wurde im Dezember 2005 Mutter eines Sohnes.
2006 versuchte sie ein Comeback beim Berlin-Marathon, musste jedoch das Rennen wegen einer Verletzung aufgeben. 2007 gewann sie den Nürburgring-Lauf und anschließend kündigte der Veranstalter des Berlin-Marathon einen erneuten Comeback-Versuch an.
Die 170 cm große Athletin mit 48 kg Wettkampfgewicht startete bis 2007 für den TSV Bayer 04 Leverkusen, wo sie von Paul-Heinz Wellmann trainiert wurde. Im Dezember 2007 wurde bekanntgegeben, dass sie im Team Rhein-Marathon Düsseldorf einen weiteren Comeback-Versuch mit dem Ziel der Qualifikation für die Olympischen Spiele 2008 in Peking startet.
Eine Grippe verhinderte aber eine angemessene Vorbereitung, so dass Sonja Oberem als fünfte beim Düsseldorf-Marathon in 2:47 Stunden die Qualifikationszeit (genauso wie die Siegerin Melanie Kraus) verpasste und ihre sportliche Karriere damit endgültig beendete. Aber auch als Freizeit-Läuferin konnte sie im Folgejahr an gleicher Stelle den dritten Podestplatz sichern, außerdem gewann Sonja Oberem beispielsweise noch dreimal den Mallorca-Marathon (2010, 2011, 2013).

### Funktionärin und Unternehmerin seit 2011
Im Dezember 2011 wurde Sonja Oberem zur Präsidentin des Nordrhein-Westfälischen Triathlonverbandes (NRWTV) gewählt. Bis 2013 stand sie dem größten Landesverband der Deutschen Triathlon Union (DTU) vor.
Im Mai 2012 war Oberem für zwei Jahre in das Executive Board der European Triathlon Union (ETU) aufgenommen worden.
Ende November 2012 gründete Sonja Oberem die Oberem Sport Service GmbH, die ab 2013 als Veranstalter von dem zuvor vom Nordrhein-Westfälischen Triathlonverband (NRWTV) ausgerichteten T3 Triathlon Düsseldorf auftrat.
Daneben richtete Oberems Agentur auch den Extreme Man Triathlon in Düren aus, dessen Austragung für 2015 abgesagt wurde.
Daneben ist sie beispielsweise an der Organisation des Firmenlaufs in Neuss beteiligt und sie ist im Vertrieb für einen Hamburger Anbieter von Absperrungen, Wechselzonenaufbauten u. ä. für Sportveranstaltungen und Events tätig.
2018 wurde Oberem Geschäftsführerin der rhein-marathon düsseldorf GmbH, die zur Golazo-Gruppe gehört. Da Golazo den Marathon nicht fortgeführt und auch einen Großteil der Startgelder nicht erstattet hat, wurde diese Partnerschaft beendet. Heute ist Oberem "Head of Running Events" bei D.Sports, einem Tochterunternehmen der Stadt Düsseldorf.

### Persönliches
Sonja Oberem besuchte zunächst die Grundschule Pahlkestraße in Mönchengladbach und machte 1992 am Hugo-Junkers-Gymnasium ihr Abitur. Ihr Studium der Betriebswirtschaft an der Hochschule Niederrhein schloss sie 1999 als Diplom-Betriebswirtin ab.
1997 heiratete sie Klaus Oberem.
Gemeinsam führten sie in vierter Generation einen seit 1905 bestehenden Eisenwaren- und Holzgroßhandel ihrer Eltern.

## Sportliche Erfolge
| Datum/Jahr    | Rang | Wettbewerb                                | Austragungsort | Zeit     | Bemerkung                                          |
| ------------- | ---- | ----------------------------------------- | -------------- | -------- | -------------------------------------------------- |
| 22. Okt. 2013 | 1    | Mallorca-Marathon                         | Palma          | 03:03.46 | [ 13 ]                                             |
| 16. Okt. 2011 | 1    | Mallorca-Marathon                         | Palma          | 02:51:53 |                                                    |
| 8. Mai 2011   | 9    | Düsseldorf-Marathon                       | Düsseldorf     | 02:52:29 |                                                    |
| 17. Okt. 2010 | 1    | Mallorca-Marathon                         | Palma          | 02:47:29 | Sieg mit neuem Streckenrekord                      |
| 3. Mai 2009   | 3    | Düsseldorf-Marathon                       | Düsseldorf     | 02:43:48 |                                                    |
| 4. Mai 2008   | 5    | Düsseldorf-Marathon                       | Düsseldorf     | 02:46:58 |                                                    |
| 5. Aug. 2007  | 1    | Nürburgring-Lauf                          | Nürburg        | 01:36:50 | über 24,4 km                                       |
| 8. Okt. 2006  | 4    | Köln-Marathon                             | Köln           | 02:47:53 |                                                    |
| 24. Sep. 2006 | DNF  | Berlin-Marathon                           | Berlin         | –        |                                                    |
| 26. Sep. 2004 | 3    | Berlin-Marathon                           | Berlin         | 02:26:53 |                                                    |
| 13. Juni 2004 | 1    | Leverkusen-Halbmarathon                   | Leverkusen     | 01:14:17 |                                                    |
| 16. Mai 2004  | 3    | Vienna City Marathon                      | Wien           | 02:30:58 |                                                    |
| 15. Juni 2003 | 1    | Leverkusen-Halbmarathon                   | Leverkusen     | 01:13:21 |                                                    |
| 3. Nov. 2002  | 1    | Athen-Marathon                            | Athen          | 02:37:29 |                                                    |
| 10. Aug. 2002 | 3    | Leichtathletik-Europameisterschaften 2002 | München        | 02:28:45 |                                                    |
| 21. Apr. 2002 | 1    | Hamburg-Marathon                          | Hamburg        | 02:26:21 |                                                    |
| 4. Nov. 2001  | 1    | Athen-Marathon                            | Athen          | 02:36:15 |                                                    |
| 12. Aug. 2001 | 5    | Leichtathletik-Weltmeisterschaften 2001   | Edmonton       | 02:28:17 | Marathon-Distanz                                   |
| 22. Apr. 2001 | 1    | Hamburg-Marathon                          | Hamburg        | 02:26:12 | mit persönlicher Bestzeit auf der Marathon-Distanz |
| 28. Jan. 2001 | 4    | Osaka Women’s Marathon                    | Osaka          | 02:28:50 |                                                    |
| 24. Sep. 2000 | 24   | Olympische Spiele                         | Sydney         | 02:33:45 | Marathon                                           |
| 21. Mai 2000  | 3    | Vienna City Marathon                      | Wien           | 02:27:25 | Qualifikation für die Olympischen Spiele 2000      |
| 30. Jan. 2000 | 8    | Osaka Women’s Marathon                    | Osaka          | 02:31:03 |                                                    |
| 29. Aug. 1999 | 6    | Leichtathletik-Weltmeisterschaften 1999   | Sevilla        | 02:28:55 | Marathon                                           |
| 1. Nov. 1998  | 2    | Amsterdam-Marathon                        | Amsterdam      | 02:29:30 |                                                    |
| 23. Aug. 1998 | 7    | Leichtathletik-Europameisterschaften 1998 | Budapest       | 02:32:36 | Marathon                                           |
| 26. Apr. 1998 | 6    | London Marathon                           | London         | 02:29:39 |                                                    |
| 28. März 1998 | 1    | DM Halbmarathon                           | Potsdam        | 01:11:57 |                                                    |
| 9. Aug. 1997  | 7    | Leichtathletik-Weltmeisterschaften 1997   | Athen          | 02:35:28 | Marathon                                           |
| 24. Mai 1997  | 1    | Deutsche Leichtathletik-Meisterschaften   | Osnabrück      | 00:32:39 | 10.000 m                                           |
| 13. Apr. 1997 | 4    | London Marathon                           | London         | 02:28:02 | [ 26 ]                                             |
| 28. Juli 1996 | 8    | Olympische Spiele 1996                    | Atlanta        | 02:31:16 | Marathon                                           |
| 15. Apr. 1996 | 4    | Boston-Marathon                           | Boston         | 02:29:30 | Qualifikation für Olympische Spiele                |
| 5. Aug. 1995  | 8    | Leichtathletik-Weltmeisterschaften 1995   | Göteborg       | 02:32:17 | Marathon                                           |
| 2. Apr. 1995  | 1    | Berliner Halbmarathon                     | Berlin         | 01:11:42 |                                                    |
| 25. Sep. 1994 | 5    | Berlin-Marathon                           | Berlin         | 02:31:   |                                                    |
| 26. Sep. 1993 | 10   | Berlin-Marathon                           | Berlin         | 02:38:02 | erster Marathon                                    |

| Datum/Jahr    | Rang | Wettbewerb                                    | Austragungsort | Zeit     | Bemerkung                                                                                      |
| ------------- | ---- | --------------------------------------------- | -------------- | -------- | ---------------------------------------------------------------------------------------------- |
| 27. Nov. 1994 | DNF  | ITU Triathlon World Championships             | Wellington     | –        | [ 2 ]                                                                                          |
| 17. Juli 1994 | 1    | DTU Deutsche Triathlon-Meisterschaft          | Witten         | 02:06:18 | Deutsche Meisterin auf der Kurzdistanz                                                         |
| 2. Juli 1994  | 1    | ETU Triathlon European Championships          | Eichstätt      | 02:02:51 | Europameisterin auf der Kurzdistanz                                                            |
| 22. Aug. 1993 | 4    | ITU Triathlon World Championships             | Manchester     | 02:09:21 | Weltmeisterschaft                                                                              |
| 7. Aug. 1993  | 1    | DTU Deutsche Triathlon-Meisterschaft          | Mengen         | 02:15:06 | Deutsche Meisterin auf der Kurzdistanz                                                         |
| 5. Juli 1992  | 1    | ETU Triathlon European Championships          | Lommel         | 02:02:47 | Europameisterin auf der Kurzdistanz (1,5 km Schwimmen, 40 km Radfahren und 10 km Laufen)       |
| 12. Sep. 1992 | 1    | ITU Triathlon World Championship Junior Women | Huntsville     | 02:08:08 | Juniorenweltmeisterin                                                                          |
| 13. Okt. 1991 | 1    | ITU Triathlon World Championship Junior Women | Queenstown     | 02:05:02 | Juniorenweltmeisterin                                                                          |
| 8. Sep. 1991  | 3    | ETU Triathlon European Championships          | Genf           | 02:09:16 | Europameisterschaft auf der Kurzdistanz                                                        |
| 15. Sep. 1990 | 1    | ITU Triathlon World Championship Junior Women | Orlando        | 02:11:32 | Juniorenweltmeisterin auf der Kurzdistanz (1,5 km Schwimmen, 40 km Radfahren und 10 km Laufen) |
| 1989          | 1    | DTU Deutsche Triathlon-Meisterschaft Junioren | Deutschland    |          | Deutsche Juniorenmeisterin auf der Sprintdistanz                                               |

(DNF – Did Not Finish)

## Veröffentlichungen
- mit Wolfgang Feil, Andrea Reichenauer-Feil: Ernährungs-Coach. Mehr Leistung im Sport. Mehr Muskeln, weniger Fett – nie wieder Schwachstellen an Sehnen, Muskeln und Gelenken – für mehr Spaß und Erfolg. Haug, Stuttgart 2005, ISBN 3-8304-2184-2.
- mit Doris Mendlewitsch: Laufen macht Laune. Das Wohlfühltraining für Frauen. Goldmann, München 2006, ISBN 978-3-442-16827-9.